# Harpo Marx

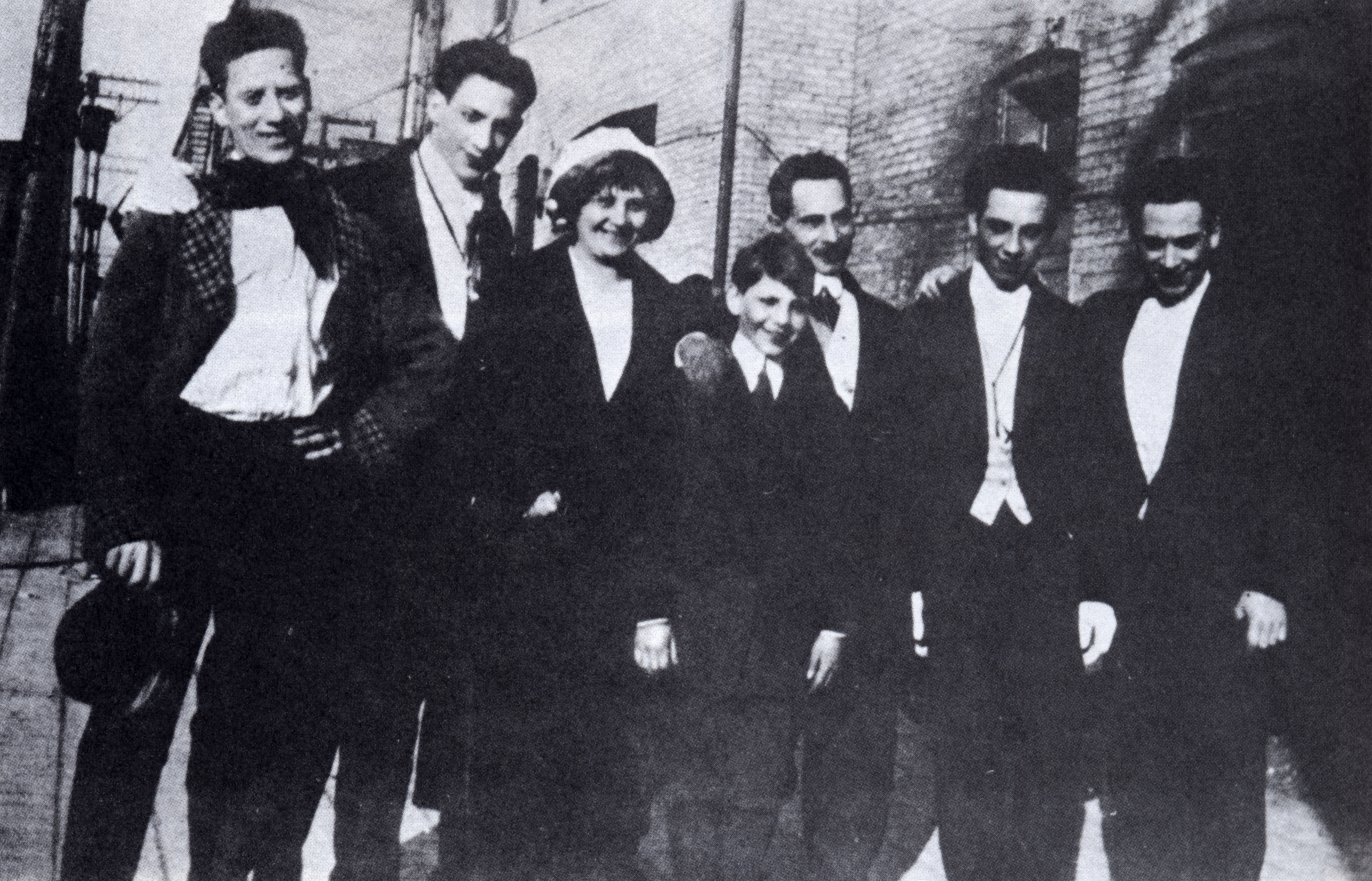
Groucho, Gummo, Minnie (mama), Zeppo, Frenchie (tatăl), Chico şi Harpo. Circa 1913.

Adolph „Harpo” Marx (mai târziu Arthur „Harpo” Marx) (23 noiembrie 1888 – 28 septembrie 1964) a fost un actor american de comedie.
Născuți în New York, Frații Marx au fost copii unei familii de evrei imigranți din Germania.

## Filmografie
Cu Chico, Groucho și Zeppo:
- Humor Risk (1921)
- Nuci de cocos (1929)
- Biscuiți pentru animale (1930)
- The House That Shadows Built (1931)
- Frații Marx - Agenți secreți (1931)
- Frații Marx la colegiu (1932)
- Supă de rață (1933)

Cu Chico și Groucho:
- O noapte la operă (1935)
- O zi la curse (1937)
- Room Service (1938)
- La circ (1939)
- Frații Marx în Vest (1940)
- The Big Store (1941)
- O noapte la Casablanca (1946)
- Love Happy (1949)
- Istoria omenirii (1957)

1. 1 2  The Peerage
2. ↑  Autoritatea BnF, accesat în 10 octombrie 2015
3. ↑  CONOR.SI[*] Verificați valoarea |titlelink= (ajutor)